# 胡安·G·桑昆
胡安·G·桑昆（西班牙語：Juan G. Sanguin，1933年—2006年1月7日）是一位阿根廷天文學家。

## 生平
胡安·G·桑昆在萊昂西托天文中心（ Complejo Astronómico El Leoncito ，CASLEO）指導了有關太陽系天體的研究超過25年。他曾與卡洛斯·塞斯科合作過。
1977年10月15日，胡安·G·桑昆在萊昂西托天文中心發現週期彗星桑昆彗星而聞名。
小行星5081以他的名字命名。